# パパス・ポル・コンヴェニエンシア
『パパス・ポル・コンヴェニエンシア』（スペイン語: Papás por conveniencia）は、メキシコのテレノベラ。2024年10月21日、 ラス・エストレージャスで初公開された。出演はホセ・ロン、アリアドネ・ディアス。

## 登場人物

### 主要キャラクター
ティノ・ゲバラ
演 - ホセ・ロン
アイデ・モスクエダ
演 - アリアドネ・ディアス
グスマン・ムリエル
演 - フェルディナンド・バレンシア
フェデリカ
演 - アフリカ・ザバラ
クララ・ルス・モンロイ
演 - ダニエラ・ルハン
ルドルフ
演 - マルティン・リッカ
アリシア「リチタ」チャゴヤン
演 - マリア・チャコン
チャノ・チャモロ
演 - ミゲル・マルティネス
ダマソ・リベラ
演 - オラシオ・パンチェリ
ファクンド
演 - ラムダ・ガルシア
シルヴァーナ・デル・ヴァッレ
演 - シャーリン・ゴンザレス
フェリペ
演 - イマノル・ランデタ